# Ryūkyū-koku yurai-ki
Le Ryūkyū-koku yurai-ki (琉球國由來記ou琉球国由来記, Chroniques des origines du Royaume de Ryūkyū) est une chorographie compilée par le gouvernement du Royaume de Ryūkyū qui décrit principalement les origines des rites et cérémonies qui sont pratiqués dans les différentes régions du royaume. Première chorographie compilée par ce gouvernement, elle a été présentée au roi en 1713 (An 52 de l’ère Kangxi). Il s’agit d’une ressource essentielle pour les études ryūkyūanes. 
Fuyū Iha considère que le Ryūkyū-koku yurai-ki est aussi important dans l’histoire des îles Ryūkyū que le Engishiki dans l’histoire du Japon. 

## Méthodes de compilation
La préface du livre, intitulée Préface aux chroniques des origines de diverses matières (諸事由来記序) indique que la chorographie a été présentée au roi lors du onzième mois du calendrier lunaire de l’an 52 de l’ère Kangxi (1713), ce qui date le livre précisément.
Cette préface décrit les intentions du livre : « comme le gouvernement n’avait pas jusqu’alors de chroniques officielles, les origines de diverses formalités officielles dans le château interdit (Shuri) et des cérémonies mensuelles ou annuelles étaient obscures. Cela ne pouvait être considéré légèrement selon les principes de gouvernement vertueux et notre roi a confié à ses sujets la tâche d’effectuer des recherches sur la question. »
Le « notre roi » mentionné dans cette préface est Shō Kei, le treizième roi de la seconde dynastie Shō. 

### Éditeurs
Une liste des personnes impliquées dans la compilation du livre est donnée à la fin de la préface : 
Sessei
- Shō Yū Tomigusuku Wōji Chōkyō (向祐 豊見城王子朝匡?)

Sanshikan
- Shō Genryō Tashima Uēkata Chōyū (向元良 田嶋親方朝由?)
- Ō Shidō Ishadō Uēkata Seifu (翁自道 伊舎堂親方盛富?)
- Ma Kento Urasoe Uēkata Ryōi  (馬献図 浦添親方良意?)

Magistrats aux « origines des anciennes règles » (旧規由来寄奉行)
- Shō Ihei Nakazato Aji Chōei (向維屏 仲里按司朝英?)
- Ei Tokuan Itokazu Uēkata Chōchū (頴徳安 糸数親雲上朝忠?)

Secrétaires aux « origines des anciennes règles » (旧規由来寄中取)
- Shō Iban Genga Uēkata Chōchū (向維藩 源河親雲上朝忠?)
- Shō Kōgyō Ukuda Uēkata Chōgū  (向弘業 宇久田親雲上朝遇?)

Il est considéré que le premier ministre (Sessei) et le Conseil des Trois (Sanshikan) étaient uniquement des superviseurs mentionnés pour les raisons administratives, en tant que personnes endossant la responsabilité de l’édition pour le gouvernement, et que les recherches ont été menées par les « magistrats aux origines des anciennes règles ».

### Bureau des anciennes chroniques
La date de création du poste de magistrat aux origines des anciennes règles est connue par les enregistrements généalogiques du Sanshikan Shō Genryō Tashima Uēkata Chōyū, où il est mentionné que le « bureau des anciennes chroniques » (旧記座) a été créé le deuxième jour du troisième mois lunaire de l’an  Kangxi 42 (1703). La compilation du Ryūkyū-koku yurai-ki a donc vraisemblablement duré du deuxième jour du troisième mois lunaire de l’an Kangxi 42 au onzième mois lunaire  de l’an  Kangxi 52 (1713).
Il est probable que le bureau des anciennes chroniques ait été un département administratif temporaire qui a été aboli avec l’achèvement du livre car il n’est pas mentionné dans la « liste des postes officiels » (官職列品) qui figure dans le deuxième volume du Ryūkyū-koku yurai-ki.
Il est possible que le bureau des anciennes chroniques ait été une subdivision du  « bureau des enregistrements généalogiques » (系図座) (créé en l’an 28 de l’ère Kangxi (1689)) créé peu après l’achèvement de la compilation du Chūzan Seifu. Lorsque le Ryūkyū-koku yurai-ki a également été achevé, le bureau des anciennes chroniques a été aboli et ses fonctions transférées au bureau des enregistrements généalogiques. 

### Rapports locaux
Pour les descriptions des rituels de chaque endroit mentionné dans le Ryūkyū-koku yurai-ki, des instructions ont été envoyées à chaque poste de garde (間切番所, magiri banju) pour que les magistrats locaux recherchent et documentent les origines des anciens rituels dans leur juridiction. Il semble que les informations de ces rapports ont ensuite été épurées et réarrangées lors de la rédaction du livre.
Les rapports de recherches semblent avoir été progressivement détruits une fois intégrés au livre et il ne nous en est parvenu que quelques uns : les Anciennes chroniques du magiri de Kume Nakazato (久米中里間切旧記), les Anciennes chroniques du magiri de Kume Gushikawa (久米具志川間切旧記), les Origines du Chinbē de Kume et cérémonies des rangs hiérarchiques (久米之君南風由来並規式位階〔位階且公事〕), les Chroniques des origines du magiri de Tokashiki de l’île de Kerama (慶良間島渡嘉敷間切由来記), les Anciennes chroniques de l’île de Miyako (宮古島旧記), les Anciennes chroniques de l’île de Yaeyama (八重山島旧記), et les Chroniques des origines de Naha (那覇由来記).

Comparer ces quelques rapports qui nous sont parvenus et le livre final nous permet de comprendre les méthodes générales de compilation du livre.
Les Anciennes chroniques du magiri de Kume Nakazato ont été trouvées au début de l’ère Shōwa dans la résidence d’une famille de l’île de Kume, et il est possible que de tels documents existent dans les archives personnelles de plusieurs autres familles. 

### Ouvrages de référence
En plus des recherches personnelles des magistrats du bureau des anciennes chroniques et des rapports des magistrats locaux, la mention du livre Chroniques des voies visibles des dieux (見神道記) dans les chapitres « les origines du grand Gongen du temple d’Ameku » (天久山大権現縁起) et « les origines du grand Gongen des trois lieux du temple de Futenma » (普天満山三所大権現縁起) (volume 11 du Ryūkyū-koku yurai-ki : Origines secrètes de divers temples (密門諸寺縁起)) implique que plusieurs paragraphes de ce volume se réfèrent au Ryūkyū shintō-ki (琉球神道記, Chroniques des voies des dieux de Ryūkyū), suggérant que le Ryūkyū shintō-ki a également servi d’ouvrage de référence lors de la compilation du Ryūkyū-koku yurai-ki.

## Configuration

### Volumes
Le livre se compose des vingt-et-un volumes suivants : 
Vol. 1 - Affaires officielles dans la château royal (王城之公事)

Vol. 2 - Liste des postes officiels (官職列品)

Vol. 3 - Début de l’année rituelle qián (solstice d’été) (事始 乾)

Vol. 4 - Début de l’année rituelle kūn (solstice d’hiver) (事始 坤)

Vol. 5 - Rituels annuels dans les utakis à l'intérieur du château et dans les utakis de Shuri (城中御嶽併首里中御嶽年中祭祀)
 
Vol. 6 - Temples nationaux / Tamaudun (国廟・玉陵)

Vol. 7 - Chroniques des origines du village de Tomari (泊村由来記)

Vol. 8 - Chroniques des origines de Naha (那覇由来記)

Vol. 9 - Collection complète des anciennes chroniques de Tōei (île de Kume) (唐栄旧記全集)

Vol. 10 - Anciennes chroniques de divers temples (諸寺旧記)

Vol. 11 - Origines secrètes de divers temples (密門諸寺縁起)

Vol. 12 - Rituels locaux 1 : les huit magiris de l’ouest de Shimajiri (各處祭祀一 島尻方西部八間切)

Vol. 13 - Rituels locaux 2 : les sept magiris de l’est de Shimajiri (各處祭祀二 島尻方東部七間切)

Vol. 14 - Rituels locaux 3 : les onze magiris de Nakagami (各處祭祀三 中頭方十一間切)

Vol. 15 - Rituels locaux 4 : les neuf magiris de Kunigami (各處祭祀四 国頭方九間切)

Vol. 16 - Rituels locaux 5 : Île d’Ie / Île d’Iheya (各處祭祀五 伊江島・伊平屋島)

Vol. 17 - Rituels locaux 6 : Île d’Aguni / Île de Tonaki / Idesuna dans le même archipel (que Tonaki) / Île de Tori (各處祭祀六 粟国島・渡名喜島・同離島出砂・鳥島)

Vol. 18 - Rituels locaux 7 : les deux magiris des îles Kerama (各處祭祀七 慶良間島二間切)

Vol. 19 - Rituels locaux 8 : les deux magiris de l’île de Kume (各處祭祀八 久米島二間切)

Vol. 20 - Rituels locaux 9 : Île de Miyako (各處祭祀九 宮古島)

Vol. 21 - Rituels locaux 10 : Île de Yaeyama (各處祭祀十 八重山島)

### Processus de compilation
Le Ryūkyū-koku yurai-ki peut être divisé en une première partie des volumes 1 à 11 et en une deuxième partie qui détaille les rituels locaux des volumes 12 à 21.
Le volume 5 « Rituels annuels à Nakagusuku Utaki et Shuri Utaki » et les volumes 12 à 21 sur les rituels locaux présentent exactement la même forme et les volumes 6 « Temples nationaux et Tamaudun », 9 « Collection complète des anciennes chroniques de Tōei », 10 « Anciennes chroniques de divers temples » et 11 « Origines secrètes de divers temples » sont écrits intégralement en chinois et leur style est différent de celui des autres volumes.
Le processus de compilation du livre a été recréé comme suit : le chapitre sur les « rituels annuels à Nakagusuku Utaki et Shuri Utaki » a probablement été compilé en premier, et utilisé comme base pour éditer les chapitres sur les divers rituels locaux. Les chroniques des origines des diverses cérémonies, à commencer par le chapitre sur les « affaires officielles dans la château royal » ont été ajoutées ensuite et le livre a été nommé Ryūkyū-koku yurai-ki  « Chroniques des origines du Royaume de Ryūkyū ».

## Postérité
Le Ryūkyū-koku yurai-ki a servi de base à la deuxième chorographie du royaume de Ryūkyū, le Ryūkyū-koku kyū-ki (琉球國舊記 ou 琉球国旧記) qui a été terminé en 1731. Intégralement écrit en chinois, il corrige et complète le Ryūkyū-koku yurai-ki.